# 安德鲁·卡普兰
安德鲁·加里·卡普兰（英語：Andrew Gary Kaplan，1941年5月18日—），是一位美国作家，以间谍、惊悚小说而闻名。他还可能成为世界上第一个“虚拟人”——“Andy-bot”，这是由Hereafter公司打造的聊天机器人，可以在智能手机和Alexa等个人设备上使用，即便在当事人死后。

## 生平
安德鲁·卡普兰出生于纽约市布鲁克林区，曾入学史岱文森高中和布鲁克林学院，进入美国陆军服役后，他去过欧洲和非洲，担任自由记者和巴黎國際紐約時報的战地记者。1967年六日战争期间，他在以色列军队服役。作为以色列的学生领袖，他帮助成立了内盖夫大学（今內蓋夫本-古里安大學）和以色列奥林匹克击剑队。1970年，他从特拉维夫大学毕业，后又在俄勒冈州立大学获得了工商管理硕士学位。他当过技术商人，还著有九部国际畅销小说，这些小说已被翻译成22种语言，当中有《国土安全》电视剧的前传小说。《国土安全》系列的第二本《国土安全: 索尔的游戏》获得了2015年最佳原创媒体小说奖。此外，他还撰写了占士邦系列的《新鐵金剛之金眼睛》的剧本。
2019年8月25日，“Andy-bot”，一个由人工智能驱动的“虚拟数字人”，可以用安德鲁的声音叙述他生活中的故事和思想，并任何与之互动的人提出的问题和评论。Andy-bot甚至可以在人死后使用，这可能使它成为世界上第一个所谓的“虚拟人”。安德鲁是公认的第一个如此做的人，被世界各地的媒体广泛报道。

## 作品列表
- War of the Raven (1990)
- Dragonfire (1987)
- Scorpion (1985)
- Hour of the Assassins (1980, 1987)
- Scorpion Betrayal (2012)
- Scorpion Winter (2012)
- Scorpion Deception (2013)
- 《国土安全：卡丽快跑》（Carrie's Run: A Homeland Novel, 2013）
  - 简体中文版：2014年11月 漓江出版社 ISBN 9787540773496
- 《国土安全：索尔的游戏》（Saul's Game: A Homeland Novel, 2014）
  - 简体中文版：2016年5月 漓江出版社 ISBN 9787540777753[4]